# Josep Anton Vandellós i Solà
Josep Anton Vandellòs i Solà —en la premsa catalana utilitzà el pseudònim de Metrius— (Figueres, 1899 - Ithaca, Nova York, 14 de setembre de 1950) va ser un economista i demògraf català.
Es llicencià a la facultat de dret de Barcelona el 1921 i posteriorment amplià estudis d'estadística i d'economia a l'estranger. Durant el curs acadèmic 1924/25 rebé una beca de l'Ajuntament de Barcelona que li va permetre gaudir d'una estada al Laboratori di Statistica de la Universitat de Pàdua. Es tracta d'un moment clau en el desenvolupament del seu pensament, atès que entra en contacte amb l'òrbita intel·lectual de l'estadístic i demògraf italià Corrado Gini. El 1929, Gini apadrina l'elecció de Vandellòs com a membre de l'Institut Internacional d'Estadística de la Haia. L'any 1934 organitza el Servei Central d'Estadística de la Generalitat, inspirant-se en L'Instituto Centrale di Estadística italià, del qual en serà el cap fins a l'any 1936. També va ser fundador i secretari general de la Societat Catalana d'Eugenèsia (1935). L'any 1936, després d'ocupar aquests i altres càrrecs oficials, s'exilià d'Espanya.
Una vegada exiliat residí primer a Veneçuela, on col·laborà amb el govern d'aquell país per organitzar-ne l'estadística oficial i l'ensenyament. El 1944 se n'anà als EUA, on fou membre de la Catholic Economie Association, i el 1945 tornà a Veneçuela. Treballà també a Puerto Rico i Xile. Fou elegit president del Centre Català de Caracas.
Va publicar en francès La richesse et le revenue de la Péninsule Ibérique (1935), primer càlcul seguint els moderns mètodes estadístics de la renda de l'estat espanyol.
En català, va publicar dos estudis demogràfics pioners: Catalunya, poble decadent (1935) i La immigració a Catalunya (1935). Són dues obres controvertides on es compagina una anàlisi demogràfica rigorosa amb plantejaments extrademogràfics controvertits i afins als posicionaments ideològics reaccionaris. Les dues obres aprofundeixen en la incapacitat de la població catalana de reproduir-se demogràficament tot confrontant-la a la necessitat ineludible, pels requeriments de l'economia i de la voluntat de consolidar-se com a nació, de créixer demogràficament. Més enllà del qüestionament a què ha estat sotmesa la tesi demogràfica sobre la incapacitat d'arribar al llindar de la reproductibitat natural per part de la demògrafa Anna Cabré, la dimensió més controvertida dels seus plantejaments té a veure amb com enfoca la possibilitat de créixer demogràficament a través de l'arribada de contingents d'immigrants. És aquesta una opció que considera indesitjable, especialment pel que fa a les dificultats d'acolliment de persones provinents de determinats indrets de la geografia espanyola. Aquesta aproximació ideològica a la qüestió migratòria ha fet que sigui citat críticament per autors com Francesc Candel, que basteixen un relat oposat sobre el paper de la població nouvinguda en la construcció de la catalanitat).